# Thomas Birkett
Thomas Birkett (Ottawa, 1 de febrero de 1844 - ibíd., 2 de diciembre de 1920) fue alcalde de Ottawa, Canadá en 1891 y miembro de la Cámara de los Comunes de Canadá entre 1900 y 1904.

## Biografía
Birkett nació en Ottawa en 1844, hijo de Miles Birkett, quien llegó a Alto Canadá desde Inglaterra. Cuando tenía 13 años de edad, comenzó a trabajar como aprendiz en una ferretería local. En 1866, abrió su propia tienda. Birkett participó en la junta escolar entre 1867 y 1871, posteriormente fue concejal en el ayuntamiento de Ottawa entre 1873 y 1878. En 1871, contrajo matrimonio con Mary Gallagher; tras su muerte, se casó con Henrietta Gallagher, su hermanastra, en 1904.
Algunas de las labores que realizó como alcalde incluyen la creación de un tranvía eléctrico para la ciudad. Birkett además presidió la junta asesora de la Asociación de Préstamos y Dominion de Ottawa. Fue también miembro de la masonería. En 1900, fue nombrado miembro del Ottawa Collegiate Institute. Murió de neumonía en 1920.